# Neununddreißig (Film)
Neununddreißig ist ein deutscher Kurzfilm von Patrick Richter aus dem Jahr 2013. Weltpremiere war am 5. Mai 2013 bei den Internationalen Kurzfilmtagen in Oberhausen.

## Handlung
Ein junges Mädchen mit nur einem einzigen Wunsch: nur noch 39 Kilogramm auf die Waage bringen. Der Film dokumentiert ihre Magersucht aus einem persönlich-familiären Blickwinkel.

## Kritiken
„Unter all den verschiedenen Genres dieses deutschen Wettbewerbs haben wir uns beim Hauptpreis für einen Film entschieden, der uns mit seiner Herangehensweise besonders berührt hat. Ein Film, der es seinen Zuschauern nicht leicht macht, und ein Film, der es auch seinen Machern nicht leicht gemacht hat. Wie weit kann man gehen, wenn man als Filmemacher das Thema seines Films ausgerechnet im engsten Umfeld findet und wo sind die Grenzen für das Abschalten der Kamera? Ein Heimvideo von schonungsloser Intimität hat der Regisseur dieses Films im Wettbewerb gezeigt. Ein Heimvideo, das die Grenzen des Dokumentarfilms auslotet. Neununddreißig Kilo sind das Traumgewicht des magersüchtigen Mädchens, das der Regisseur in seinem Film aus dem engsten Familienkreis heraus porträtiert hat.“

## Auszeichnungen
Internationale Kurzfilmtage Oberhausen 2013
- Preis für den besten Beitrag des Deutschen Wettbewerbs

Kasseler Dokumentarfilm- und Videofest 2013
- junges dokfest